# Křtiny (zámek)
Zámek Křtiny je bývalá rezidence zábrdovických premonstrátů z poloviny 17. století, nacházející se v obci Křtiny v okrese Blansko. Je součástí poutního areálu kolem kostela Jména Panny Marie, vyhlášeného roku 2008 národní kulturní památkou České republiky.
V současnosti je součástí Školního lesního podniku Masarykův les Křtiny Mendelovy univerzity v Brně, slouží i jako hotel a restaurace.

## Historie
První dochované zmínky o Křtinách jsou z roku 1237, avšak historie sahá až k příchodu moravských věrozvěstů Cyrila a Metoděje v 9. století, což dokazuje vlastní název městyse.
Objekt zámku ve Křtinách, bývalá rezidence premonstrátů z brněnských Zábrdovic, je památkou zapsanou ve Státním seznamu kulturních památek České republiky, a to společně se zdejším kostelem Jména Panny Marie. Celý komplex je spjat s českým stavitelem a architektem italského původu Janem Blažejem Santinim-Aichlem. Podle jeho projektu byl na tradičním duchovním místě v letech 1718 – 1750 postaven barokní chrám, svou výzdobou venkovních zdí již přecházející do stylu rokoko. Na vnitřní úpravě se podíleli tehdejší přední moravští umělci, zejména Jan Jiří Etgens a Ondřej Schweigl. Santiniho chrám byl vystavěn na místě dvou původních kostelů – románského (zvaný český) a gotického (německý).

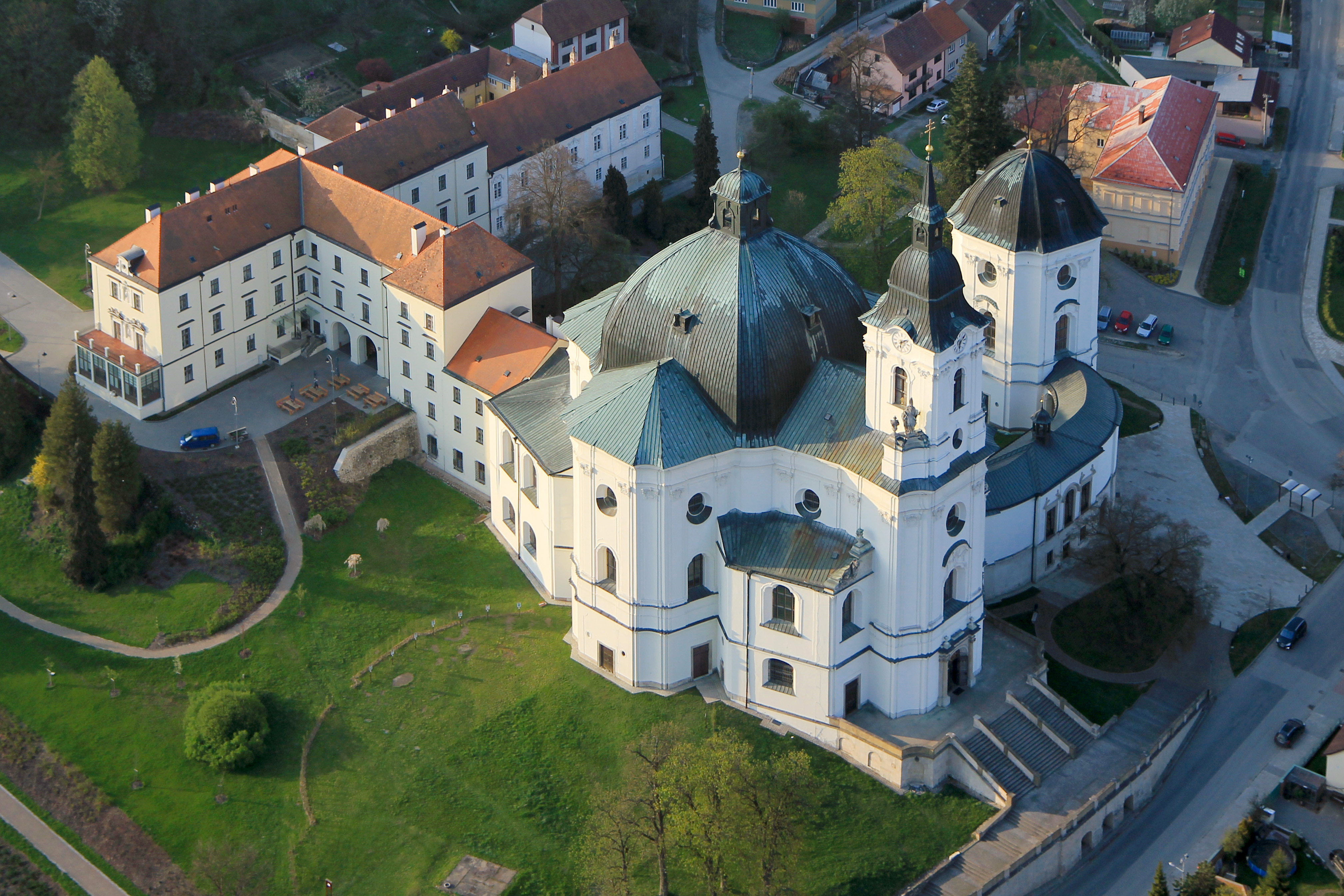
Křtinský zámek a kostel Jména Panny Marie

Křtinský klášter prožil svoji největší slávu ve 2. polovině 18. století, záhy po vysvěcení kostela. Brzy ale následovalo jeho zrušení císařem Josefem II. Kostel dále sloužil církvi, ale klášterní majetek byl prodán. Novými majiteli se stali Ditrichštejnové, po nich Bubnové z Litic a Tauberové. V roce 1894 získal křtinský zámek Jan II. z Lichtenštejna, hodlal ho opravit a darovat obci na školu či nemocnici. Křtiny se však obávaly velkých nákladů a dar nepřijaly, bydlel zde potom pouze lékař.
V roce 1923, při převzetí lichtenštejnského adamovského statku Vysokou školou zemědělskou v Brně, došlo současně i k předání křtinského zámku. Nadále sloužil jako zázemí lékaře, během 2. světové války využívala zdejší ubytovací kapacitu německá armáda. Teprve od 50. let minulého století je objekt využíván při praktické výuce na školním statku. Prováděly se různé účelové stavební úpravy a opravy, ale celkově zámek chátral. Na začátku 80. let 20. století VŠZ v Brně předalo zámek zcela do správy Školního lesního podniku Křtiny, neboť již od roku 1967 byl sídlem ústředí podniku (do roku 1996).
Od roku 1994 zámek procházel rozsáhlou opravou. Nejprve byly sanovány krovy a obnovena střešní krytina, aby se zamezilo zatékání vody, poté se v roce 1997 přistoupilo k rekonstrukci jižního křídla. Do konce roku 2001 zde byl vybudován soudobě vybavený audiovizuální výukový sál. Zrekonstruován byl také sál společenský. Poté se pokračovalo v generální opravě a přestavbě hlavní budovy. V listopadu 2008 byla zkolaudována zbývající část zámku – severní křídlo. Ve dvou podlažích vznikly ubytovací prostory, nově kuchyně s restaurací a víceúčelové místnosti.

## Účelová činnost
Zámek Křtiny zejména slouží jako účelové zařízení Mendelovy univerzity v Brně a jejím organizačním součástem. Zámek Křtiny bývá využíván k praktické výuce studentů, pro účely pořádání konferencí, seminářů, školení a dalších vzdělávacích akcí.
Vedle této hlavní vzdělávací činnosti je však na zámku celoročně také kulturní složka, která spočívá v pořádání výstav a s nimi spojených vernisáží, koncertů, plesů či různých absolventských večerů.

## Hospodářská činnost
Zámek Křtiny v rámci své hospodářské činnosti funguje jako hotel, restaurace a místo pro svatby a jiné akce.

### Hotel
Disponuje 23 dvoulůžkovými pokoji o celkové kapacitě 50 osob. Bezbariérový vstup do zámku i do obou pater pomocí výtahu zajišťuje přístup i pro osoby se sníženou mobilitou. K jejich ubytování je na zámku k dispozici jeden pokoj se speciálně upravenou koupelnou. Hotel je v provozu celoročně.

### Zámecká restaurace
Zámecká restaurace je otevřena denně, slouží pro ubytované hosty i pro další návštěvníky. Skládá se ze tří na sebe navazujících prostor, z nichž jedna je terasa – zimní zahrada. Celková kapacita všech tří místností je 88 míst.

### Pronájem prostor
Zámek Křtiny jako účelové zařízení Mendelovy univerzity v Brně, Školního lesního podniku Masarykův les Křtiny disponuje několika sály, které jsou zaměřeny především na zajištění vzdělávacích akcí (Kongresový sál, Společenský sál, Lovecký salonek, Opletalův salonek).